# Franz von Soxhlet
Franz Ritter von Soxhlet (Brünn, 12 januari 1848 - München, 5 mei 1926) was een Duitse landbouwchemicus. Hij was de zoon van een Belgische immigrant. Hij promoveerde in 1872 aan de Universiteit Leipzig. In 1879 werd hij hoogleraar landbouwchemie aan de Technische Universiteit van München. 
Von Soxhlet vond in 1879 het soxhlet-apparaat uit. Hij stelde in 1886 voor om pasteurisatie toe te passen op melk en andere dranken. 
Hij was ook de eerste wetenschapper die de melkeiwitten in caseïne, albumine, globuline en lactoproteïne heeft gefractioneerd. Hierna beschreef hij voor het eerst lactose, de suiker die in melk aanwezig is.
- Gemeinsame Normdatei: 117485519
- International Standard Name Identifier: 0000 0000 1367 7310
- Library of Congress Control Number: n2016180681
- SNAC: w6hh8g65
- Virtual International Authority File: 30314701
- WorldCat: E39PBJtrXkjDHPcVdmTHMB6R8C